# Värmdö församling
Värmdö församling är en församling i Värmdö kontrakt i Stockholms stift. Församlingen ligger i Värmdö kommun i Stockholms län och utgör ett eget pastorat.

## Administrativ historik
Församlingen har medeltida ursprung. 1631 utbröts Södra Ljusterö församling, 1635 Boo församling, 1638 Möja församling, 1683 Djurö församling, troligen 1792 Ingarö församling och 1902 Gustavsbergs församling.
Församlingen utgjorde till 1631 ett eget pastorat. Från 1631 till 1869 var församlingen moderförsamling i pastoratet Värmdö och Södra Ljusterö som från 1635 även omfattade Boo församling, från 1638 Möja församling, från 1683 Djurö församling och från 1792 Ingarö församling. Från 1869 till 1 maj 1902 var denbmoderförsamling i pastoratet Värmdö, Boo, Djurö, Möja och Ingarö som från 1 januari 1902 även omfattade Gustavsbergs församling. Från 1 maj 1902 till 1 maj 1929 var den moderförsamling i pastoratet Värmdö, Djurö och Möja för att därefter till 1962 vara moderförsamling i pastoratet Vämdö och Möja. Församlingen utgör sedan 1962 ett eget pastorat.

## Organister och klockare
| Verksam   | Namn             | Levnadstid | Övrigt   |
| --------- | ---------------- | ---------- | -------- |
|           | Hans Berg        |            | Organist |
| 1761-1765 | Anders Åkerström |            | Organist |
| 1761      | Carl Lindborg    |            | Klockare |
| 1784-1790 | Johan Wikgren    | 1756-      | Organist |

## Kyrkor
- Värmdö kyrka
- Sjölidens kapell